# Marion & Sobo Band
Die Marion & Sobo Band ist eine deutsch-französisch-polnische Band im Bereich Weltmusik.

## Werdegang
Das Herz der Bonner Band sind die mehrsprachige franko-amerikanische Sängerin Marion Lenfant-Preus und der polnische Gitarrist Alexander Sobocinski, genannt Sobo. Die zwei vielgereisten Musiker lernten sich 2010 auf einer Jamsession in Bonn kennen. Drei deutsche Mitstreiter, Stefan Berger am Kontrabass, Frank Brempel an der Geige und Jonas Vogelsang an der Gitarre machen die internationale Band komplett. 
Stilistisch bewegt sich die Weltmusik-Band zwischen Gypsy-Jazz, Rumba, Balkan- und Chansonklängen, akrobatischen Soli und Scat-Gesang, eigenen Kompositionen und auch neuen Interpretationen von alten Klassikern, wie unter anderem von Django Reinhardt.
Konzertreisen führten die Band schon durch ganz Deutschland, ins Ausland und zu vielen bekannten Musikfestivals wie unter anderem dem Strassenmusik-Festival St. Gallen, dem Tussenland Festival Zwolle, dem Django Festival Lissabon, dem Weltmusikfestival Horizonte, dem Arosa Festival, dem Bardentreffen, dem Francofolies Festivälchen Köln, dem Mosel Musikfestival, dem Jazzfest Gronau, dem Rheingau Musik Festival, den Walkenrieder Kreuzgangkonzerten oder auch zu Veranstaltungen wie der Flensburger Hofkultur, dem Düsseldorfer Frankreichfest, der Kieler Woche, dem Internationalen Feuerwerkswettbewerb in den Herrenhäuser Gärten und zum Weimarer Zwiebelmarkt.
2024 präsentierten die Musiker ihr drittes Studio-Album: Gomera, der landschaftlich wie kulturell so vielfältigen Kanaren-Insel, auf der Marion und Sobo viele Winter verbrachten und neue Song-Ideen gesammelt haben.

„Den Sound von Django Reinhardt ins 21. Jahrhundert zu holen, das gelingt der Marion & Sobo Band auf deren drittem Album „Gomera“ nebenbei. Der berühmte Gypsy Swing ist zwar ihre Basis, dennoch kommt man nie auf die Idee, hier Musik aus der Vergangenheit zu lauschen.“

## Besetzungen
- Marion & Sobo: Duo
- Marion & Sobo Band: Trio, Quartett, Quintett

Bei den Trio- und Quartett-Besetzungen begleitet Marion an der Gitarre. Bei einigen Konzerten und CD-Einspielungen waren auch schon Session-Gäste dabei.

## Diskografie
- Marion & Sobo: Afternoon at the Park (2013)
- Migrateurs (2016)
- Esprit Manouche (Acoustic Music Records, 2018)
- Twin Edition – Live (Lädy Bäm, 2020)
- Histoires (GLM, 2021)[9]
- Gomera (GLM, 2024)